# Moisés Canale Rodríguez
Moisés Canale Rodríguez (Hermosillo, Sonora el 1 de agosto de 1927 – 3 de septiembre de 2013, Hermosillo, Sonora) fue un médico, político, rector, escritor y orador mexicano.

## Infancia
Quinto y último hijo de don Moisés Canale Valenzuela y de doña Luisa Rodríguez León, Moisés Canale Rodríguez nació el primero de agosto de 1927 en Hermosillo, Sonora. Tres años después ocurrió la muerte de su padre, acontecimiento que dejó a la familia inmersa en una situación económica que sólo el esfuerzo, valor y entereza de doña Luisa pudieron controlar.
Cursó algunos grados de la escuela primaria en centros educativos familiares y la secundaria en la Escuela Normal y Secundaria del Estado.

## Rector de la Unison (1961 - 1967)[1]
El doctor Moisés Canale fue el primer rector egresado de las aulas de la Universidad de Sonora. Durante su gestión, la Universidad de Sonora alcanzó un lugar prominente como institución de educación superior en el país, contribuyendo a ello los grandes apoyos que el doctor Canale recibió de los gobiernos estatal y federal, así como de la Asociación Nacional de Universidades e Institutos de Enseñanza Superior (ANUIES). 
Durante este período, las funciones de Extensión Universitaria y de Difusión se vieron fortalecidas con la creación de la Imprenta Universitaria, de Radio Universidad y de la Televisora Universitaria. La cobertura escolar se amplía con la apertura de las escuelas preparatorias de Navojoa y Magdalena, y la Escuela Técnica de Administración de Ranchos en Santa Ana. La Universidad de Sonora alcanzó hacia estos años un justificado prestigio académico.
En esta etapa se inicia un giro en las políticas universitarias al gravitar los apoyos académico y presupuestal hacia las escuelas de formación técnica y científica, en especial las de corte modernista, Se crean así las carreras de Ingeniería Química, Ingeniería Industrial, Física Y Matemáticas; además, las carreras de Letras y de Trabajo Social.
Se establece el Centro de Cálculo y se inicia formalmente la investigación científica a través del Centro de Investigaciones Científicas y Tecnológicas (CICTUS) Y el instituto de Investigaciones Económicas y Sociales, este último transformado luego en Departamento de Planeación.
En 1967 se desató una muy agitada lucha político-electoral en el Estado, con participación activa de estudiantes universitarios, llegando a tal extremo, que el alto mando militar dispuso que unidades del ejército y fuerza aérea mexicana se trasladaran al Estado “para restablecer y mantener el orden quebrantado a consecuencia de conflictos de carácter político”, los cuales culminaron con la ocupación militar de la Universidad de Sonora.

## Candidato a gobernador de Sonora[2]
El doctor Moisés Canale incursionó en la política en 1991 registrándose como candidato del Partido Acción Nacional PAN a la gubernatura del estado Sonora. El candidato del PRI fue Manlio Fabio Beltrones.
Canale se opuso a algunas decisiones tomadas en el gobierno. Entre ellas están, la creación de MexFam Sonora y la vacunación masiva antitetánica. Canale argumentó en muchas ocasiones que la vacuna que aplicó gratuitamente el gobierno estatal era anormal a la vacuna antitetánica, esta inquietud lo llevó a examinar muestras de la vacuna y en diversas universidades de Estados Unidos pudieron encontrar que las vacunas que impartió el estado, por sus componentes eran esterilizadoras y en casos de embarazo, abortivas. Al darse cuenta de esto, comenzó una gran campaña en favor de la vida por todo México.
En 1988 formó parte del gabinete alternativo de Manuel Clouthier como secretario de Salud y Ecología.